# Нгуен Тхи Тхань Фук
Нгуе́н Тхи Тхань Фук (вьет. Nguyễn Thị Thanh Phúc, 12 августа 1992, Дананг, Вьетнам) — вьетнамская легкоатлетка, выступающая в спортивной ходьбе. Участница летних Олимпийских игр 2012 года, серебряный призёр чемпионата Азии 2013 года, бронзовый призёр чемпионата Азии 2012 года, трёхкратная чемпионка Игр Юго-Восточной Азии 2011, 2013 и 2015 годов.

## Биография
Нгуен Тхи Тхань Фук родилась 12 августа 1990 года во вьетнамском городе Дананг.
Дважды становилась призёром чемпионатов Азии по спортивной ходьбе на дистанции 20 км — в 2012 году завоевала бронзу, в 2013 году серебро.
В 2012 году вошла в состав сборной Вьетнама на летних Олимпийских играх в Лондоне. В ходьбе на 20 км заняла 34-е место среди 51 финишировавшей, установив рекорд Вьетнама 1 час 33 минуты 36 секунд и уступив 10 минут 47 секунд победителю 7 минут 26 секунд победительнице Елене Лашмановой из России.
Трижды выигрывала золотые медали Игр Юго-Восточной Азии в ходьбе на 20 км — в 2011 году в Индонезии, в 2013 году в Нейпьидо, в 2015 году в Сингапуре.

## Личные рекорды
- Ходьба на 5000 метров — 22.35,76 (12 июля 2013, Хошимин)[2]
- Ходьба на 10 000 метров — 50.39,74 (18 сентября 2019, Хошимин)[2]
- Ходьба на 20 000 метров — 1:43.23,43 (11 октября 2015, Хошимин)[2]
- Ходьба на 20 км — 1:33.36 (11 августа 2012, Лондон)[2]

## Семья
Младший брат Нгуен Тхань Нгынг (род. 1992) также занимается спортивной ходьбой, в 2016 году выступал на летних Олимпийских играх в Рио-де-Жанейро. Он пришёл в лёгкую атлетику по её примеру.